# Baronia de Campmany
La Baronia de Campmany és un edifici del municipi de Campmany (Alt Empordà) protegit com a bé cultural d'interès local. Situada dins del nucli urbà de la població de Campmany, a la banda de tramuntana de l'antic recinte emmurallat, davant la plaça del Fort i adossada al mur de migdia de l'església de Santa Àgata.

## Descripció
És un edifici de planta rectangular, format per quatre crugies perpendiculars a la façana principal i una de paral·lela situada al fons, distribuït en planta baixa i dos pisos, amb la coberta de dues vessants de teula. Totes les obertures de l'edifici són rectangulars i estan bastides amb carreus de pedra desbastats i les llindes planes. El portal d'accés principal presenta la llinda gravada amb la llegenda «AVE MARIA SIN PECADO CONCEBIDA 1625».
Damunt la porta hi ha una placa de granit rectangular que probablement havia albergat un escut. Les finestres de la planta noble també presenten llindes gravades amb els anys de les diferents restauracions i ampliacions de l'edifici. Damunt del portal destaca un balcó exempt amb el finestral emmarcat amb plafons de pedra, decorats a manera de carreus i dovelles. Presenta la llinda gravada amb l'any 1710. A banda i banda, les finestres presenten els anys 1709 i 1710. A la segona planta, una de les finestres està datada l'any 1756. Les obertures de la façana meridional estan datades l'any 1705. La façana posterior també presenta les obertures emmarcades en carreus de pedra, tot i que algunes fan estat reformades amb maons. Destaca un cos circular adossat al mig del parament, amb una porta d'accés d'arc rebaixat a la part inferior. L'interior de l'edifici presenta sostres coberts amb voltes rebaixades amb llunetes, a la planta baixa, i voltes bastides amb maons a la planta pis. Les portes interiors conserven els emmarcaments fets de carreus i les llindes planes.
La construcció està bastida en pedra desbastada de diverses mides, disposada irregularment i lligada amb morter.

## Història
Edifici bastit vers el segle xvii (datat l'any 1625) que presenta diferents remodelacions posteriors. Aquest probablement fou el casal-castell de la baronia de Campmany i després rectoria. A les llindes de les finestres de la planta noble de la façana principal hi ha gravades les dates de 1709, 1710 1756, segurament testimoni de les diverses reformes. Als 80 es va portar a terme una restauració. Actualment és la seu de l'ajuntament a més de disposar de diferents equipaments culturals como la biblioteca Ibañez Escofet i el museu.